# フィルム・レコーダー
フィルム・レコーダー Film Recorderはデジタル画像から写真フィルムに出力する装置である。
全てのフィルムレコーダーは同じ原理で作動する。画像はコンピューターによるラスターファイルである。フィルムレコーダーはCRTからのビーム(レーザーグラフィック)やLVT(ライトバルブテクノロジー)レコーダー(コダック)による焦点を合わせた光を使用する。
CRTフィルムレコーダー上のカラー画像は赤、緑、青の3原色に分解されて同じグレースケールのCRTに表示され、順番に3原色それぞれのフィルターを通過してフィルムの感光面上に照射される。(この方法はカラーCRTを使用して3色の露光を1度に行う場合に比べて解像度が高く、高品質の色が得られる。)3色のフィルターはモーター駆動の円盤に設置される。
フィルターホイール同様、カメラのシャッター、絞り、フィルム順送機構がレコーダーの電子とソフトウェアで制御される。
高品質のLVTフィルムレコーダーは焦点を合わせた光によって回転ドラム上の銀塩フィルムの感光面に画像を1画素ずつ記録する。LVTは1画素を超える。いくつかの機材は1mmあたり120以下或いは120本の解像度で記録する。LVTはドラムスキャナーの技術を応用した物である。露光されたフィルムは通常の写真化学プロセスにより現像、プリントされる。

## 関連
- テープアウト
- デジタル・インターミディエイト
- グレイティング-ライト-バルブ